# Districtul Mae Ramat
Mae Ramat (în thailandeză แม่ระมาด) este un district (Amphoe) din provincia Tak, Thailanda, cu o populație de 44.798 de locuitori și o suprafață de 1.475,5 km².

## Componență
Districtul este subdivizat în 6 subdistricte (tambon), care sunt subdivizate în 57 de sate (muban).
| 1. | Mae Ramat  | แม่ระมาด |  |
| 2. | Mae Charao | แม่จะเรา |  |
| 3. | Khane Chue | ขะเนจื้อ  |  |
| 4. | Mae Tuen   | แม่ตื่น    |  |
| 5. | Sam Muen   | สามหมื่น  |  |
| 6. | Phra That  | พระธาตุ  |  |